# Rosegg
Rosegg (slovinsky Rožek, latinsky Rase či Rasek) je stará trhová obec v Rakousku se smíšeným slovinsko-rakouským obyvatelstvem v údolí Rož (něm. Rosental) v zemském krese Villach-venkov v Korutanech na hranicích se Slovinskem.

## Poloha

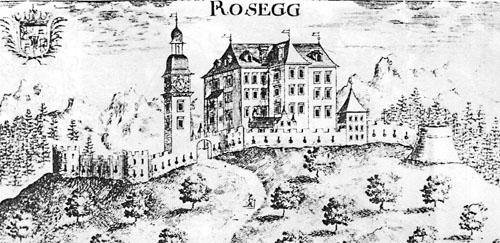
Hrad Rosegg v Rosentalu kolem roku 1688. Kresba od J. W. Valvasora z Topographia Archiducatus Carinthiae antiquae et modernae completa.

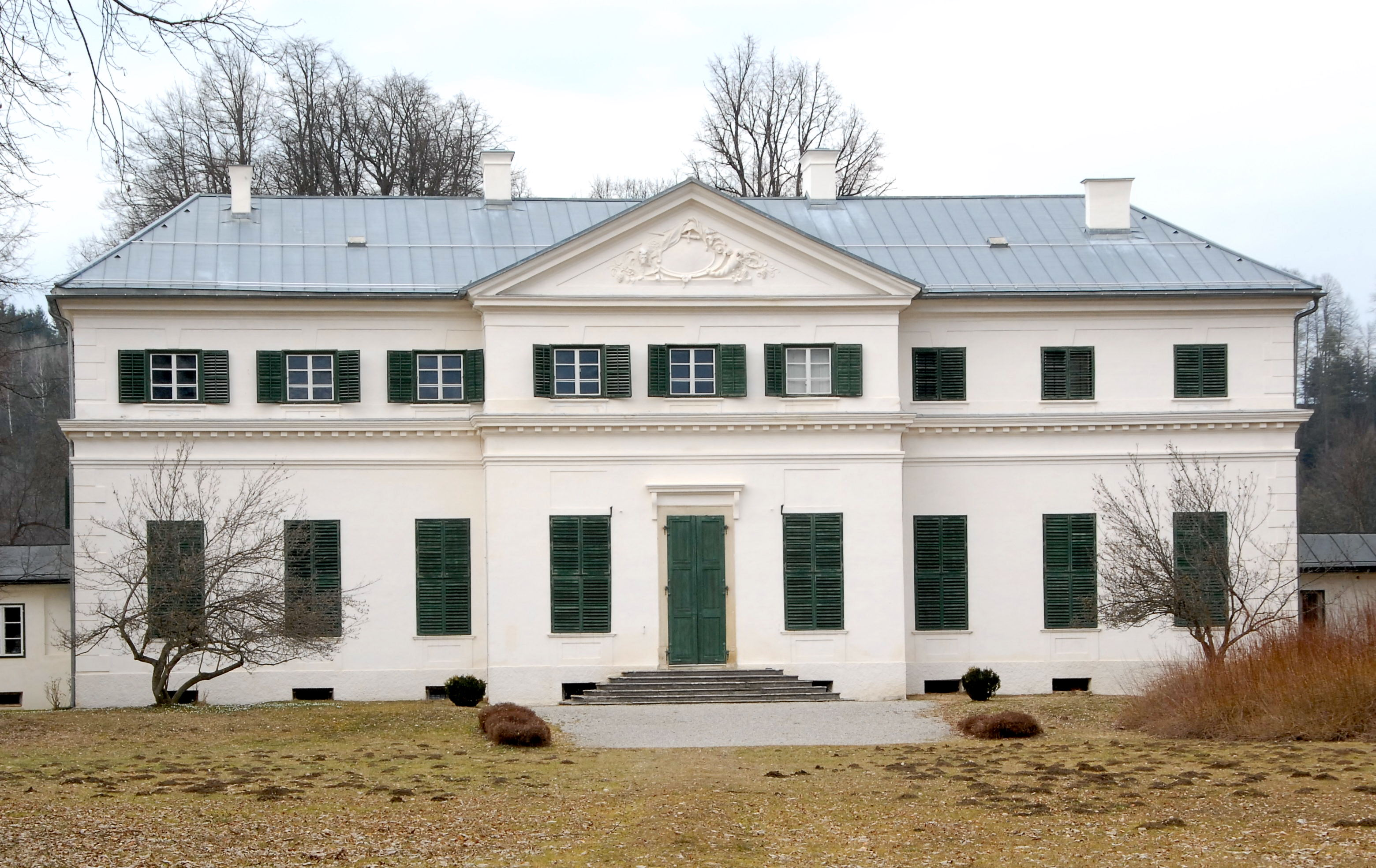
Zámek Rosegg je ve vlastnictví knížecího rodu Lichtenštejnů

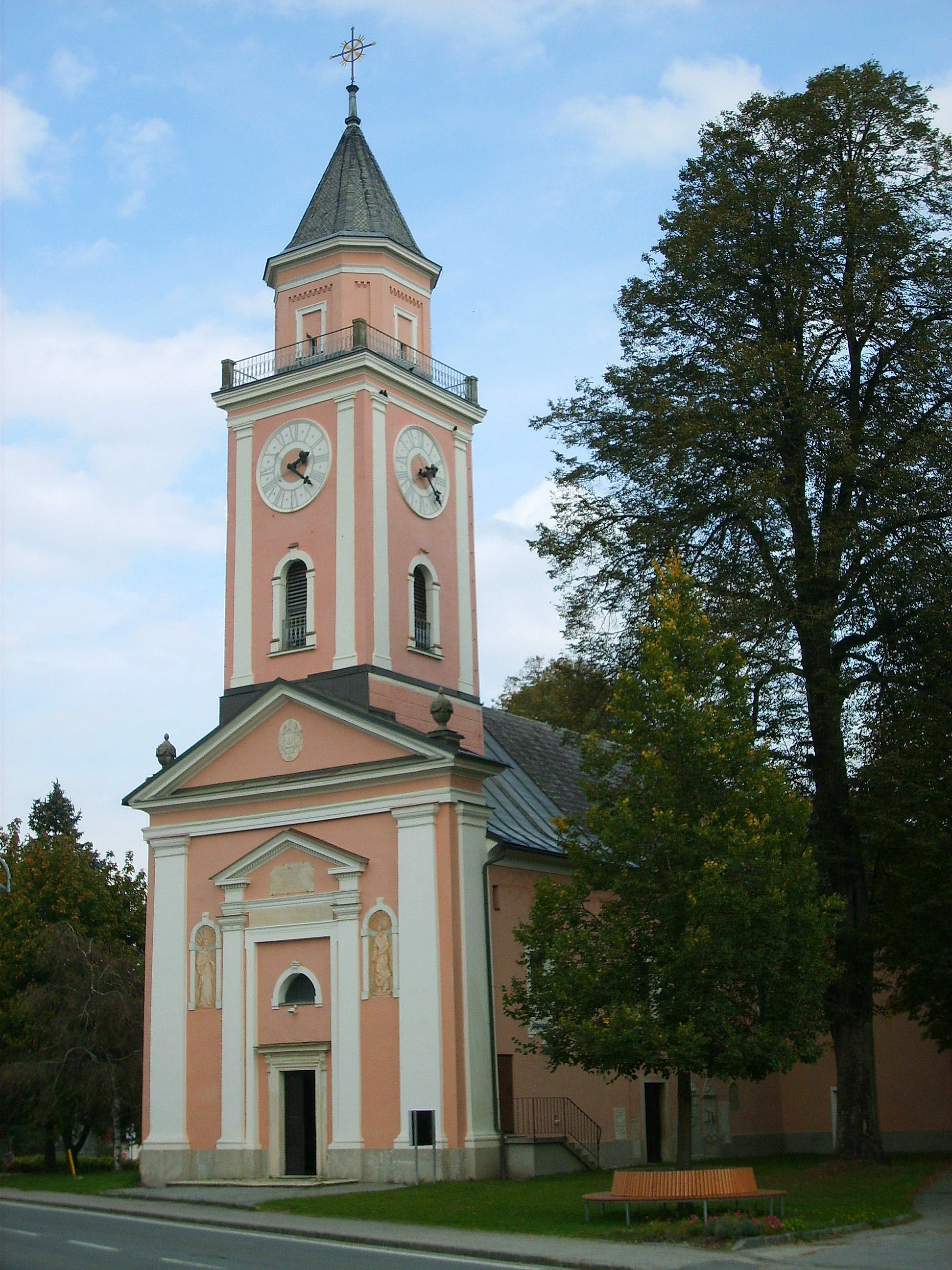
Farní kostel Šmihel v Roseggu

Obec leží na západním okraji Rožeckého údolí (něm. Rosental) v nadmořské výšce 477-600 metrů mezi jezery Wörthersee/Vrbski a Baška pod zříceninou starého hradu Rosegg z poloviny 12. století v ohybu řeky Drávy. Hlavní část obce (Rosegg) leží na říčním ohybu a od vybudování 3,7 km dlouhého kanálu elektrárny z roku 1973 je přístupný pouze po mostě.

## Administrativní dělení obce
Rosegg tvoří tři katastrální obce Berg/Gora, Emmersdorf/Tmara vas a Rosegg/Rožek, a dále 18 obcí a osad  (uvedený počet obyvatel je z roku 2023):
- Berg (Gora) (52)
- Bergl (Gora) (156)
- Buchheim (Podhum) (85)
- Dolintschach (Dolinčiče) (31)
- Drau (Na Dravi) (90)
- Duel (Dole) (78)
- Emmersdorf (Tmara vas) (114)
- Frög (Breg) (121)
- Frojach (Broje) (6)
- Kleinberg (Mala gora) (46)
- Obergoritschach (Zgornje Goriče) (52)
- Pirk (Brezje) (83)
- Raun (Ravne) (59)
- Rosegg (Rožek) (477)
- St. Johann (Ščedem) (18)
- St. Lambrecht (Semislavče) (187)
- St. Martin (Šmartin) (144)
- Untergoritschach (Spodnje Goriče) (88)

## Historie obce
Místo bylo osídleno již v pravěku, o čemž svědčí velké pohřebiště ve Frög|u/Bregu. V písemných pramenech je poprvé zmíněno v roce 875, kdy biskup Arnold Frisinský vyměnil statek v Roseggu (in loco, qui dicitur Rase) za jiný ve Weridě (Maria Wörth). Staré listiny svědčí o tom, že Rosegg byl sídlem farnosti pro Zgornji Rož. Kostel je zmíněn ve stejných pramenech v roce 1106 a z listiny z téhož roku se dovídáme, že akvilejský patriarcha Oldřich I. daroval faru kapitule v Eberndorfu.
Ještě před rokem 1171 postavil rytíř Rudolf na kopci hrad, podle které se jmenoval „Rudolf de Rasek“. Rudolf II. Ras se zúčastnil rytířského turnaje v Breži. Rod rytířů z Roseggu vymřel roku 1315 a jejich majetky získal v roce 1320 Petr z Liebenbergu. V roce 1335 je opět ztratil a ten přešel do rukou pánů Ptujských (von Pettau) z Ptuje a Wallsee. V roce 1438 zdědila hraběnka Anna Schaumburská také panství Rosegg po svém bratru Eberhardu Ptujském.
V roce 1478 zpustošili Rožské údolí Turci a tisíce lidí byly odvlečeny do otroctví. V roce 1514 koupil panství Kašpar z Perkheimu a po něm je v roce 1543 získali jeho potomci, bratři Wolf a Jörg z Perkheimu. Po smrti posledního z rodu Perkheimů v roce 1566 panství jako dědictví připadlo Jiřímu Acháci z Losensteinu, od něhož ho v roce 1605 koupil Jan Rudolf z Raitenau, bratr salcburského knížete-arcibiskupa Volfa Dětřicha z Raitenau. Poslední mužský potomek rodu Rudolf Hannibal z Raitenau zemřel v roce 1671 bez dědiců a poté rožecké panství vyženil Adam Seyfried z Aichelburgu.
Kvůli finančním potížím Aichelburgové zámek a panství v roce 1686 prodal hraběti Jiřímu Mikuláši z Orsini-Rosenbergu. Rod Orsini-Rosenberg panství vlastnil do roku 1829, kdy jej dále prodal a o dva roky později jej zdědil kníže Jan z Lichtenštejna a přenechal svému synovi Bedřichu Vojtěchovi. V roce 1848 bylo zrušeno poddanství a vlastníky většiny pozemků, které patřily vrchnosti Rosegg, se stali zdejší sedláci, zámek Rosegg však zůstal v rukou Lichtenštejnů.
V posledních desetiletích 19. století byl Rosegg/Rožek zcela slovinská osada. Podle posledního rakousko-uherského sčítání lidu z roku 1910 se asi 71 % obyvatel tehdejší obce Rosegg/Rožek hlásilo ke slovinštině, coby obcovacímu jazyku.

## Osoby spjaté s obcí
- Jan I. z Lichtenštejna, majitel rožeckého panství
- Bedřich Vojtěch z Lichtenštejna, majitel rožeckého panství
- Jiří Mikuláš z Orsini-Rosenbergu, majitel rožeckého panství
- František Xaver z Orsini-Rosenbergu, majitel rožeckého panství, pohřben ve zdejším farním kostele sv. Michaela
- František Serafín z Orsini-Rosenbergu, majitel rožeckého panství
- Peter Markovič, slovinský malíř